# 国際監査基準
国際監査基準（こくさいかんさきじゅん、International Standards on Auditing、ISA）とは、国際会計士連盟(International Federation of Accountants、IFAC）の国際監査・保証基準審議会、IAASB）が定める財務諸表監査の監査基準である。IFAC加盟団体に向けたものであり、IFAC加盟団体は遵守義務を負う。

## 現在有効な基準

### 200-299 一般原則及び責任
- ISA 200 独立監査人の総括的な目的及び国際監査基準に準拠した監査の実施
- ISA 210 監査契約の約定項目の合意
- ISA 220 財務諸表監査の品質管理
- ISA 230 監査調書
- ISA 240 財務諸表監査における不正に関する監査
- ISA 250 財務諸表監査における法令及び規則の検討
- ISA 260 統治責任者とのコミュニケーション
- ISA 265 統治責任者及び経営者への内部統制の不備のコミュニケーション

### 300-499 リスク評価及び評価したリスクへの対応
- ISA 300 財務諸表の監査計画
- ISA 315 事業体及びその環境の理解を通じた重要な虚偽表示のリスクの識別と評価
- ISA 320 監査の計画及び実施における重要性
- ISA 330 評価されたリスクに対応する監査人の手続
- ISA 402 受託会社を利用する事業体に関する監査上の考慮事項
- ISA 450 監査の過程で識別した虚偽表示の評価

### 500-599 監査証拠
- ISA 500 監査証拠
- ISA 501 監査証拠―選択された項目についての特定の考慮事項
- ISA 505 外部確認
- ISA 510 初年度監査契約―期首残高
- ISA 520 分析的手続
- ISA 530 監査サンプリング
- ISA 540 公正価値に関する会計上の見積りを含む、会計上の見積り及び関連する開示の監査
- ISA 550 関連当事者
- ISA 560 後発事象
- ISA 570 継続企業
- ISA 580 経営者確認書

### 600-699 他者の作業の利用
- ISA 600 特別な考慮事項―グループ財務諸表の監査（構成要素の監査人の業務を含む）
- ISA 610 内部監査人の業務の利用
- ISA 620 専門家の業務の利用

### 700-799 監査の結論及び報告
- ISA 700 財務諸表に対する意見の形成と監査報告
- ISA 701 独立監査人の監査報告書における監査上の主要な事項のコミュニケーション
- ISA 705 独立監査人の監査報告書における監査意見の修正
- ISA 706 独立監査人の監査報告書における強調事項区分とその他の事項区分
- ISA 710 比較情報―対応数値と比較財務諸表
- ISA 720 監査済み財務諸表を含む書類におけるその他の情報に関連する監査人の責任

### 800-899 特殊な分野
- ISA 800 特別な考慮事項―特別目的の枠組みに準拠して作成された財務諸表の監査
- ISA 805 特別な考慮事項―単独の財務諸表及び財務諸表の特定の要素、勘定又は項目の監査
- ISA 810 要約財務諸表に対する報告業務